# Sevlievo
Sevlievo (in bulgaro Севлиево?) è un comune bulgaro situato nel distretto di Gabrovo di 43 490 abitanti (dati 2009).

### Evoluzione demografica

Andamento della popolazione di Sevlievo dal 1950 al 2010

## Località
Il comune è formato dall'insieme delle seguenti località:
- Sevlievo (sede comunale)
- Agatovo
- Baeva livada
- Batoševo
- Berievo
- Boazăt
- Bogatovo
- Burja
- Valevci
- Vojniška
- Gorna Rosica
- Gradište
- Gradnica
- Damjanovo
- Debelcovo
- Dismanica
- Dobromirka
- Drjanat
- Duševo
- Duševski kolibi
- Enev răt
- Idilevo
- Karamičevci
- Kastel
- Korijata
- Kormjansko
- Kramolin
- Kruševo
- Krăvenik
- Kupen
- Lovnidol
- Malinovo
- Malki Văršec
- Marinovci
- Mladen
- Mlečevo
- Petko Slavejkov
- Popska
- Rjahovcite
- Selište
- Sennik
- Stokite
- Stolăt
- Tabaška
- Tumbalovo
- Tărhovo
- Ugorelec
- Hirevo
- Šopite
- Šumata